# Chanyeol
Park Chan-Yeol (* 27. November 1992 in Seoul) ist ein südkoreanischer Schauspieler sowie Rapper und Sänger der Band EXO.

## Frühe Lebensjahre
Park Chanyeol wurde in Seoul, Südkorea geboren. Er besuchte die Hyundai High School in Apgujeong-dong, Seoul. Er hat eine Schwester namens Park Yoo-ra, diese ist eine Ansagerin bei der südkoreanischen Rundfunkstation YTN, und zuvor bei MBC.
Nachdem er in seiner Kindheit den Film School of Rock gesehen hatte, interessierte sich Chanyeol für Musik und er begann Schlagzeug zu spielen. Als er ein Student in der Mittelschule war, bildete er eine Band namens "Heavy Noise" mit seinen besten Freunden und spielte mit ihnen für etwa drei Jahre. Während seiner ersten Jahre der High School war er als Gitarrist in der Schulband "Siren" beteiligt.
Chanyeol zitiert Jason Mraz und Eminem als seine größten Einflüsse, obwohl er ein Fan von Rockbands wie Muse, Green Day, Nirvana und X-Japan war.
Chanyeol wurde ein Trainee unter SM Entertainment nach dem zweiten Platz im 2008 Smart Model Contest angeboten. Vor seinem Debüt trat Chanyeol in den Musikvideos TVXQs "HaHaHa Song" (2008) und "Genie" (2010) von Girls Generation auf.

## Karriere
Chanyeol war das letzte Exo-Mitglied, das am 23. Februar 2012 offiziell vorgestellt wurde. EXO debütierte am 8. April 2012 mit der Single Mama. Im April 2012 hatte er einen Gastauftritt in Girls 'Generation-TTS's Musikvideo für ihre Debüt-Single "Twinkle". Im Oktober 2013 trat er der SBS-Reality-TV-Show Law of the Jungle bei, welche in Mikronesien gedreht wurde. Er komponierte den originalen Soundtrack mit dem Titel "Last Hunter" für die Show.
Im Jahr 2014 schrieb Chanyeol den Rap für die koreanische Version des Tracks "Run" von Exos zweitem Album Overdose. Im Mai 2014 wurde er regelmäßiger Darsteller der ersten Staffel von SBS's Reality-TV-Show Roommate. Er verließ die Show im September 2014 aufgrund von Konflikten.
Im November 2015 trat Chanyeol im Finale der Survival-Show Unpretty Rapstar auf, wo er mit Heize den Song Dont make money präsentierte.
Im April 2015 spielte Chanyeol in dem südkoreanischen Film Salut d’Amour mit; die Hauptrollen spielten Park Geun-hyung und Youn Yuh-jung. Er spielte später als die männliche Hauptrolle neben der Schauspielerin Moon Ga-Young und den Exo-Mitgliedern im Web-Drama Exo Next Door. Im Juni 2015 schrieb Chanyeol zusammen mit den Exo-Mitgliedern Chen und Lay die koreanische Version des Tracks "Promise" von Love Me Right, die neu veröffentlichte Version von Exos zweitem Studioalbum. Er schrieb später den Rap für "Lightsaber", Exo's Werbe-Single für Star Wars: The Force Awakens, dieser Song war der offizielle koreanische Soundtrack.
Im Juni 2016 spielte Chanyeol neben Yuan Shanshan und Label-Kumpel Seohyun in dem südkoreanisch-chinesischen Film "So I married an Anti-Fan". Er und Yuan Shanshan haben auch ein Duett mit dem Titel "I Hate You" als Titelsong für den Film aufgenommen.
Im Oktober 2016 arbeitete Chanyeol mit der amerikanische R & B-Sängerin Tinashe, der amerikanischen Hip-Hop-Gruppe Far East Movement und dem amerikanischen Musiker Marshmellos für die Single "Freal Luv" zusammen.

## Filmographie
- 2015: Jang-su sanghoe
- 2016: So I married an Anti-Fan
- 2021: The Box

### TV-Shows
- 1997: Happy Camp
- 2005: Infinite Challenge
- 2009: You Hee Yeol's Sketchbook
- 2010: Hello Counselor
- 2011: Immortal Songs: Singing the Legend
- 2011: Weekly Idol
- 2012: Beatles Code 2
- 2013: After School Club
- 2013: A Song for You 1
- 2013: The Return of Superman
- 2013: EXO’s Showtime
- 2013: Law of the Jungle in Micronesia
- 2014: EXO Channel
- 2014: Roommate: Season 1
- 2014: Xoxo EXO
- 2014: EXO 90:2014
- 2015: SurpLines EXO
- 2015: Dating Alone
- 2015: Law of the Jungle: Hidden Kingdom Special
- 2015: Unpretty Rapstar 2
- 2015: Two Yoo Project Sugar Man
- 2015: Knowing Bros
- 2016: Exomentary Live
- 2016: Star Show 360
- 2016: Let’s Eat Dinner Together
- 2017: 2017 Idol Star Athletics Championships
- 2017: Park Jin-young's Party People
- 2017: EXO Tourgram
- 2017: Master Key
- 2017: Salty Tour
- 2018: 2018 Idol Star Athletics Championships
- 2018: We’ll Show You, EXO!
- 2018: The Memories of the Alhambra
- 2019: EXO’s Ladder: Season 2
- 2024: The Frog

## Diskografie

### EPs
| Jahr | Titel Musiklabel           | Höchstplatzierung, Gesamtwochen, AuszeichnungChartsChartplatzierungen (Jahr, Titel, Musiklabel, Platzierungen, Wochen, Auszeichnungen, Anmerkungen) | Anmerkungen                           |
| Jahr | Titel Musiklabel           | KR | Anmerkungen                           |
| ---- | -------------------------- | --- | ------------------------------------- |
| 2024 | Black Out SM Entertainment | KR3 Platin · (8 Wo.)KR | Erstveröffentlichung: 28. August 2024 |

### Singles
- 2014: Delight
- 2015: Youngstreet
- 2019: SSFW (봄 여름 가을 겨울)
- 2021: Tomorrow
- 2023: Good Enough
- 2024: Black Out